# Tim Skold
Začetki
Tim Sköld je rojen 14. decembra 1966 v Skövde, majhnem mestu v Västergötland, Švedska. Ta 178 cm visok blondinec ima le eno sestro, Lindo. Tim je bil vzgojen kot sin 15-letne mame in očeta, ki se je preživljal z bobnanjem.
Pri enajstih letih, se je vključil v playback band. Nastopali so na raznih šolskih prireditvah na playback izvajalcev kot so Kiss, Bowie in Sweet.
Tim se je prvič seznanil z basom pri dvanajstih letih (sposojal si ga je) in pri trinajstih je že igral v prvem pravem bandu. Tim je spoznal kitarista Harryja Codyja na novoletni zabavi-oba sta imela iste sanje: oditi v ZDA in postati rock zvezde. Pri sedemnajstih, po dveh letih študija inženirstva, se je Tim preselil v lastno stanovanje in se zaposlil kot izdelovalec vojaške opreme. Pol leta kasneje je mogel v vojsko. S sabo je vzel tudi svoj bas, da je lahko ponoči, ko so že vsi spali, vadil v kopalnicah. Prav tako pa je ob vikendih redno vadil s Codyjem.
Pri devetnajstih letih, sta Tim in Harry prepričala švedsko založbo, da jima posname album, ki bi ga uporabila kot demo za prodor na ameriški trg. Začela sta kot Shylock, njun trud pa je bil poplačan v zasedbi Kingpin.
Kingpin
V zgodnjih osemdesetih sta basist Tim Tim (Tim Sköld je opustil svoj priimek) in kitarist Harry Cody ustanovila glam rock skupino Kingpin v njunem rodnem mestu. Njun navdih so bile skupine iz L.A.-ja in VB (Sigue Sigue Sputnik, Zodiac Mindwarp).
Skupina je začela svojo kariero s 7 singlom 'Shout it Out' (na Švedskem je dosegel vrh glasbenih lestvic) leta 1987, ko sta se pridružila vokalist Zinny J.San in bobnar Stixx Galore. Kingpin so izdali vse-švedski album 'Welcome to Bop City' naslednje leto in se prebili v L.A., kjer so se preimenovali v Shotgun Messiah.
Shotgun Messiah
Odkril jih je Cliff Cultreri (Relativity Records), ki je tudi pomagal pri njihovem prvem albumu 'Shotgun Messiah' , ki je bil izdan leta 1989.
Žan je zapustil skupino kmalu po uspehu pesmi kot sta 'Don't Care 'Bout Nothin' in 'Shout it Out', medtem, ko je skupina ustvarjala nov album. Shotgun Messiah so našli novega basista, Bobbyja Lycona iz New Yorka in Tim Tim je prevzel vlogo glavnega vokalista na spodbudo Codyja. Ko je Tim Tim postal frontman, je svoje ime spremenil v Tim Skold (SköldàSkold). Leta 1992 so izdali 'Second Coming', katerega so mediji in poslušalci zelo dobro sprejeli. Izdali so tudi dva singla: 'Heartbreak Blvd.' in 'Living without you'.
Kmalu so izdali 'I Want More', ki je vseboval nekatere punk priredbe, kot tudi na novo posnete pesmi s prejšnjega albuma ('I want More', 'Babylon' in akustična verzija 'Nobody's Home'). Kmalu po te izdaji, sta v bandu ostala le Cody in Tim, saj sta band zapustila Stixx in Lycon.
Ker sta bila Skold in Cody še zmeraj obvezana z Relativity Records, sta se vrnila na Švedsko, da bi posnela tretji in zadnji album 'Violent New Breed', ki se je močno nagibal k industrialnem metalu. Album je dobil zelo mešane kritike in Tim ter Harry sta se odločila, da je to konec Shotgun Messiah.
Skold
Po razpadu Shotgun Messiah, je Tim gradil na solo karieri. Leta 1996 je založba RCA izdala njegov album 'Skold', kjer je Tim igral vse instrumente in tudi bil vokalist.
Za promocijo albuma, je šel na turnejo s skupino Genitorturers. Nekatere pesmi z njegovega albuma so bile uporabljene v filmih kot sta Disturbing Behavior ('Hail Mary'), Universal Soldier: The Return ('Chaos') in v Playstation igri Twisted Metal ('Chaos'). Med solo kariero je tudi spoznal frontmana KMFDM Sascha Konietzka in se kasneje pridružil njegovem bendu.
KMFDM
Skold se je pridružil KMFDM l.1997, ko je prispeval pesem 'Anarchy' (bila je velik hit v klubih) albumu 'Symbols'. Pesem je sam napisal in tudi bil vokalist. Pri naslednjem albumu 'Adios', pa je imel večjo vlogo, ne le kot vokalist, pisec in basist ampak tudi kot producent.
Skupina je imela kratek premor l.1999, saj se je zgodil pokol na Colubine srednji šoli na isti dan, kot je izšel album 'Adios' in strelci so bili veliki oboževalci KMFDM. To je povzročilo nastanek projekta mdfmk (l.2000). Nekaj let kasneje, so se KMFDM ponovno združili, tokrat je bila v zasedbi tudi Lucia Cifarelli. Skupaj so izdali zadnji album pri katerem je sodeloval Skold 'Attak'.
Zaradi sodelovanje z Marilynom Mansonom se Tim ni udeležil turneje KMFDM leta 2002.
Mdfmk
Sascha in Skold sta ustanovila mdfmk in izdala le en album imenovan 'mdfmk'. Ko se je pridružila Lucia Cifarelli, je skupina dobila nekoliko bolj futurističen zvok.
Marilyn Manson
Skoldovo sodelovanje se je začelo l.2001, ko je postal producent singla 'Tainted Love', ki je bil uporabljen v filmu Not Another Teen Movie in predstavljen na Not Another Teen Movie Soundtrack. Manson in Skold sta dosegla, da so se njegove pesmi pojavile v filmu Resident Evil in na Resident Evil Movie Soundtrack.
Skold se je uradno pridružil bandu Marilyn Manson leta 2002, ko je skupino zapustil basist Twiggy Ramirez. Tim ni bil le basist, ampak je bil tudi producent in igral je raznorazne instrumente, kar se je pokazalo na albumu 'The Golden Age of Grotesque' (l.2003).
Še več njegovih producentskih talentov je opaznih na 'Lest We Forget:The Best Of, kjer je prevzel vlogo glavnega kitarista in pomagal pri vokalih pri pesmi Personal Jesus, ki je bila izdana tudi kot singel. Manson in Skold sta tudi naredila priredbo pesmi 'This is Halloween kjer je Skold naredil celoten glasbeni del, Manson pa je poskrbel za vokale.
Skold je bil tudi mocno vpleten v nastanek albuma Eat Me, Drink Me, ki je bil izdan 5. junija 2007.
Istega leta je igral Tim kitaro na turneji Eat Me, Drink Me, vlogo basista pa je prevzel Rob Holiday.

## Izdaje
Kingpin
- 1987 Shout It Out (Single)
- 1988 Welcome To Bop City (Album)

Shotgun Messiah
- 1989 Shout It Out (Single)
- 1989 Don't Care 'Bout Nothin' (Single)
- 1989 Shotgun Messiah (Album)
- 1991 Heartbreak Blvd. (Single)
- 1991 Red Hot (Single)
- 1991 Second Coming (Album)
- 1992 I Want More (EP) (EP)
- 1993 Enemy In Me (Single)
- 1993 Violent New Breed (Single)
- 1993 Violent New Breed (Album)

Skold
- 1996 Skold (Album)
- 2002 Dead God (Album)(ni bil uradno izdan)

KMFDM
- 1997 Symbols (Album)
- 1998 MDFMK (Album)
- 1999 Adios (Album)
- 2002 Boots (Single)
- 2002 Attak (Album)

mdfmk
- 2000 mdfmk (Album)

Marilyn Manson
- 2000 Tainted Love (Single)
- 2003 mOBSCENE (Single)
- 2003 This Is The New Shit (Single)
- 2003 The Golden Age of Grotesque (Album)
- 2004 Personal Jesus (Single - Depeche Mode Cover)
- 2004 Lest We Forget (Best of Album)
- 2005 The Nobodies (AAG Mix) (Single)
- 2006 This Is Halloween (Cover featured on »The Nightmare Before Christmas« soundtrack)
- 2007 Eat Me, Drink Me (Album)
- 2007 Heart-Shaped Glasses (When The Heart Guides The Hand) (Single)

## Povezave
- Uradna spletna stran
- Sycophant Arhivirano 2007-06-13 na Wayback Machine.
- SkoldObsessive-Tim Skold Slovenija
- Tim Skold Slovenija Forum Arhivirano 2008-02-07 na Wayback Machine.